# Ersdorf (Wüstung)
Ersdorf ist eine Wüstung zwischen den Stadtteilen Lettin und Kröllwitz im Nordwesten der Stadt Halle (Saale) in Sachsen-Anhalt, Deutschland. Die deutsche Gründung des wahrscheinlich späten 10. Jahrhunderts ging vermutlich um 1450 wieder ein. Später verwilderte die Dorfstätte. Noch in jüngerer Zeit wurden Fundamente vor Ort gefunden.

## Geschichte
Ersdorf wurde vermutlich im späten 10. Jahrhundert an einem heute nicht mehr vorhandenen alten Flussarm auf der Westseite der Saale gegründet. Die Dorfstätte lag dabei auf einer kleinen Hochfläche, die steil nach Nordosten in die Überschwemmungsgebiete der Saale übergeht. Am Übergang befindet sich das sogenannte Schwalchloch.
Vom 14. Februar 1182 ist die erste urkundliche Überlieferung Ersdorfs belegt. Damals bestätigte Erzbischof Wichmann dem Kloster Neuwerk vor Halle seine Besitzungen und Schenkungen, u. a. im sogenannten Erikistorp. Später, am 29. Oktober 1381, belehnte dann Erzbischof Ludolf drei Brüder der Familie vom Thore mit zwei Hufen und zwei Höfen zu Tuchelow und im sogenannten Trestorp (Ersdorf).  Am 25. Juni 1383 belehnte dann sein Nachfolger Erzbischof Albrecht IV. dieselben Brüder mit weiteren Gütern zu Trerstorp, wie in einer Urkunde überliefert ist.
Erzbischof Albrecht IV. belehnte im Folgenden noch Nikolaus von Trotha ca. im Jahre 1388 mit dem zu Burg Giebichenstein gehörenden Werder des sogenannten Erigisdorff. Später belehnte derselbe Erzbischof die Giebichensteiner Stiftsvasallen Klaus und Hans von Trotha mit dem südlichen Paulswerder unweit Lettin und Irkstorp.
Am 16. April 1438 bestätigte Erzbischof Günther II. von Schwarzburg die Altarstiftungen der Brüder Thilo und Hermann von Throtha, die an ihn abgetreten wurden, u. a. einen Werder in der Saale bei Irrstorff, der Er Pauls Werder genannt wurde.
Für das Jahr 1441 wurde am 17. Oktober urkundlich erwähnt, dass das Nonnenstift zu Alsleben 1/2 alt Schock Zinsen zu Irxsdorff besaß, die mit Erzbischof Günther gegen Einnahmen aus dem Neumarkt zu Halle getauscht wurden.
Erzbischof Friedrich III. erwähnte Ersdorf in zwei Urkunden: Am 6. Juni 1455 als Irxsdorff und 1461 als Ostersdorff. Im Jahre 1480 wurde der Ort noch einmal in einer Grenzziehung eines Pfännergeheges als Erichdorff erwähnt.
Im Jahre 1565 wird der Ort schließlich als wüst bezeichnet, als zwischen den Nachbarorten Lettin und Kröllwitz Verträge über die Viehtrift und Schafhütung in der alten Dorfmark getroffen wurden. Noch im 19. Jahrhundert war die Dorfstelle als Die alten Flecker bekannt. In alten Kröllwitzer und Lettiner Sagen sind Fischer aus Ersdorf überliefert.